# رضا تقی‌پور
رضا تقی پور انوری (زادهٔ ۱۳۳۶ در مراغه) سیاستمدار اصولگرای ایرانی است که هم‌اکنون به‌عنوان نماینده تهران، ری، شمیرانات، اسلامشهر و پردیس در دوره دوازدهم مجلس شورای اسلامی فعالیت می‌کند. وی پیش‌تر نماینده دوره یازدهم مجلس شورای اسلامی از همین حوزه انتخابیه بوده است. او در دولت دهم از سال ۱۳۸۸ تا آذر ۱۳۹۱ به‌عنوان وزیر ارتباطات و فناوری اطلاعات و از سال ۱۳۹۱ تا ۱۳۹۲ به‌عنوان مشاور رئیس‌جمهور فعالیت می‌کرد.
او دانش‌آموخته کارشناسی ارشد مهندسی صنایع مدیریت سیستم و بهره‌وری از دانشگاه علم و صنعت ایران و دکترای علوم پیشرفته مدیریت از دانشگاه بوردو مشترک با سازمان مدیریت صنعتی است.
وی عضو چهارمین دوره شورای شهر تهران از سال ۱۳۹۲ تا ۱۳۹۶ بوده است. او همچنین سمت سخنگوی شورای اسلامی شهر تهران را برعهده داشته است.
در روز ۲۳ فروردین ۱۳۹۰ (۱۳ آوریل ۲۰۱۱)، اتحادیه اروپا تقی‌پور را از ورود به کشورهای این اتحادیه محروم کرد و کلیه دارایی‌های وی را در اروپا توقیف کرد. همچنین در روز ۱۹ آبان ۱۳۹۱، وزارت خزانه‌داری ایالات متحده آمریکا وی را به دلیل نقض جدی حقوق بشر تحریم کرد.
تقی‌پور پس از برکناری از سمت وزارت ارتباطات و فناوری اطلاعات در مورد علت آن صحبتی نکرده بود.
تا اینکه در مصاحبه‌ای با سعید نوری آزاد در روزنامه جام جم از اتفاقات بزرگی که در هیئت دولت و تشکیل نشدن جلسات شورای عالی فضای مجازی پرده برداشت. این مصاحبه باعث آغاز شدن تغییرات در شورای عالی فضای مجازی بود.

## زندگی‌نامه
رضا تقی‌پور در سال ۱۳۳۶ در مراغه زاده شد. وی دارای مدرک دکترای رشته علوم پیشرفته مدیریت و کارشناسی ارشد در رشته پژوهشی علوم مدیریت و مهندسی صنایع و مدرک کارشناسی در رشته کامپیوتراست.
او کارشناس ارشد مهندسی صنایع، مدیر صنایع امنیت مخابرات - گروه صنایع مخابرات در سال‌های ۱۳۶۹ تا ۱۳۷۵ بوده است. وی در سال ۱۳۶۳ ازدواج کرده و دارای ۴ فرزند است. همچنین وی مدیرعامل صنایع الکترونیک شیراز در سال‌های ۱۳۷۵ تا ۱۳۸۱ و مدیرعامل صنایع مخابرات ایران در سال‌های ۱۳۸۱ تا ۱۳۸۶ بوده است.
در سوابق مدیریتی تقی‌پور، معاون وزیر و رئیس سازمان فضایی ایران و مدیریت کلان پروژه‌های طراحی و ایجاد ایستگاه‌های زمینی، طراحی و ساخت ماهواره‌های کوچک و تدوین برنامه پنج ساله توسعه در حوزه فضا دیده می‌شود.

## وزارت ارتباطات و فناوری اطلاعات
رضا تقی‌پور در سال ۱۳۸۸ توسط محمود احمدی‌نژاد به‌عنوان وزیر پیشنهادی برای وزارت ارتباطات و فناوری اطلاعات در دولت دهم برای کسب رأی از سوی نمایندگان به مجلس شورای اسلامی معرفی شد. او در روز ۱۲ شهریور همان سال با کسب اکثریت آرا انتخاب شد و تا سال ۱۳۹۱ به مدت ۳ سال است سمت را برعهده داشت. مزایده اپراتور سوم تلفن همراه ایران در دوران تقی‌پور انجام شد.

## مجلس شورای اسلامی
تقی‌پور توانست در یازدهمین انتخابات مجلس شورای اسلامی با کسب ۷۲۸ هزار و ۲۳۸ رأی، به‌عنوان نفر بیست و پنجم از حوزه انتخابیه تهران، ری، شمیرانات، اسلامشهر و پردیس از استان تهران انتخاب شود.

## مواضع

### نگرش به اینترنت
وی موتورهای جستجوی خارجی را ابزارهای جاسوسی بیگانگان می‌داند و
به دلیل اومانیستی و لیبرالیستی بودن مبنای اینترنت فعلی معتقد است:
این اینترنت برای جوامع، خطرناک است و نیاز به باز تعریف دارد…
در نوامبر سال ۲۰۱۲ خبرگزاری‌ها از اضافه شدن نام او به فهرست سران تحریم شده جمهوری اسلامی ایران از سوی دولت آمریکا، به دلیل مسوول دانستن‌اش در آنچه که «پارازیت اندازی بر شبکه‌های ماهواره‌ای» و «مسدودسازی دسترسی شهروندان به اینترنت» خوانده شد خبر دادند.

## سوابق اجرایی
- مدیر صنایع امنیت مخابرات – گروه صنایع مخابرات (۱۳۶۹ تا ۱۳۷۵)
- مدیرعامل صنایع الکترونیک شیراز (۱۳۷۵ تا ۱۳۸۱)
- مدیرعامل صنایع مخابرات ایران (۱۳۸۱ تا ۱۳۸۶)
- معاون وزیر ارتباطات
- رئیس سازمان فضایی ایران

| مناصب سیاسی         | مناصب سیاسی                                                        | مناصب سیاسی                                 |
| ------------------- | ------------------------------------------------------------------ | ------------------------------------------- |
| پیشین: ؟            | معاون وزیر ارتباطات و فناوری اطلاعاترئیس سازمان فضایی ایران ۱۳۸۹-؟ | پسین: محمدعلی فرقانی                        |
| پیشین: محمد سلیمانی | وزیر ارتباطات و فناوری اطلاعات ۱۳۹۱–۱۳۸۸                           | پسین: علی نیکزاد (سرپرست)                   |
| عنوان جدید          | مشاور رئیس‌جمهور ایران در امور ارتباطات و فناوری اطلاعات ۱۳۹۲–۱۳۹۱  | بدون متصدیبه علت نبود جایگاه در دولت یازدهم |
| مناصب شهری          |                                                                    |                                             |
| پیشین: خسرو دانشجو  | سخنگوی شورای اسلامی شهر تهران ۱۳۹۶–۱۳۹۲                            | پسین: علی اعطا                              |